# Casas Salabert
Las casas Salabert son un conjunto de tres edificios de viviendas situados en la esquina de la calle Alfonso XII y la Plaza de la Independencia de Madrid (España). Obra del Marqués de Cubas, es bien inmueble de interés patrimonial de la Comunidad de Madrid desde 2011.

## Localización
Las denominadas casas Salabert son un conjunto formado por tres edificios de viviendas colindantes, ubicadas en los números 8 y 9 de la plaza de la Independencia y en el número 4 de la calle de Alfonso XII. Están en el distrito de Retiro, barrio de los Jerónimos. Se encuentran en una zona segregada de los Jardines del Buen Retiro (que va desde la actual calle de Alfonso XII hasta el paseo del Prado), que fue adquirida por el Estado durante el reinado de Isabel II y urbanizada según un anteproyecto de 1865. Ya en 1916 el barrio aparece plenamente consolidado y habitado.

## Historia
El origen del parque del Buen Retiro se halla en el conocido como "Cuarto Real", unas dependencias privadas del monasterio de los Jerónimos que los Reyes Católicos comenzaron a utilizar como lugar de retiro y meditación durante sus estancias en Madrid. Dicha costumbre sería mantenida por Felipe II, que incorporaría nuevos usos al solar de carácter recreativo y lúdico, tales como fiestas o cacerías.

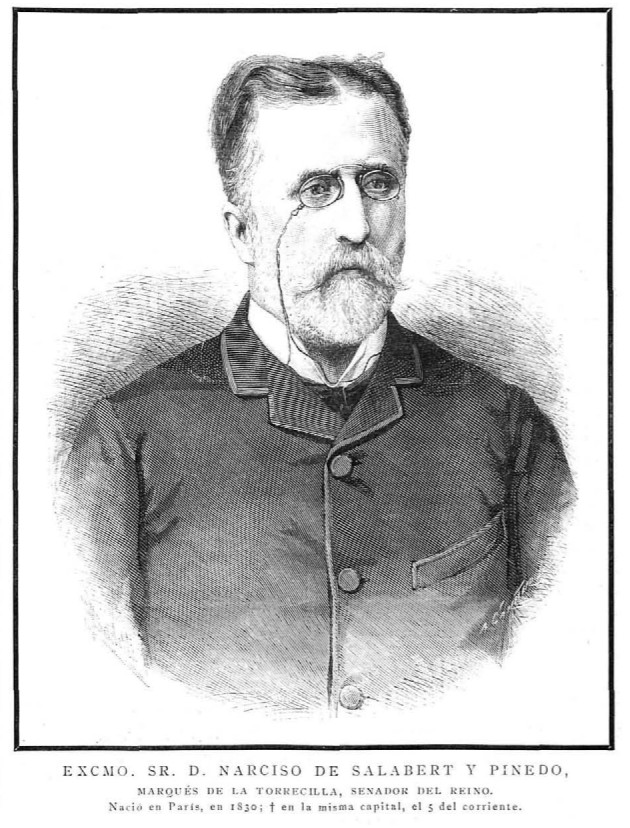
Narciso de Salabert y Pinedo, marqués de Torrecilla, promotor de los bloques de viviendas que tomaron su nombre.

No obstante, fue Felipe IV (a través de su valido el conde duque de Olivares) quien dio forma definitiva a los terrenos colindantes del "cuarto", promoviendo la construcción de una segunda residencia real en el límite oriental de Madrid, a la que se denominó Palacio del Buen Retiro. Se trataba de un proyecto de gran envergadura en el que intervinieron los mejores arquitectos y urbanistas de la época. En años sucesivos, la Corona continuaría ampliando y embelleciendo la zona con todo lujo y grandiosidad.
Sin embargo, la segunda mitad del siglo XIX trajo consigo importantes reformas y actuaciones urbanísticas en Madrid: el derribo de la cerca y el plan de ensanche de Carlos María de Castro fueron algunas de ellas. La zona del Retiro no se mantendrá al margen de las grandes transformaciones y bajo el mandato de Isabel II la Corona vendió al Estado parte del Real Sitio del Buen Retiro, en concreto la zona que discurre desde el paseo del Prado hasta la calle de Granada (actual calle de Alfonso XII), dando lugar a un proceso de urbanización que comenzó con el anteproyecto de 1865, en el que se identificaron los solares que luego ocuparían, entre otros, las casas Salabert. Estas fueron ejecutadas por el arquitecto Francisco de Cubas y González-Montes (1826-1899), al que Narciso de Salabert y Pinedo, marqués de Torrecilla, encomendó la construcción de un grupo de viviendas en unos solares que había adquirido en la esquina entre la plaza de la Independencia y la calle Granada. Francisco de Cubas fue uno de los arquitectos más representativos de la corriente historicista del siglo XIX, cuya dilatada producción comprende importantes ejemplos de arquitectura religiosa, como el proyecto de la catedral de la Almudena, al tiempo que fue artífice de numerosos encargos residenciales, fruto del permanente contacto que mantuvo con la aristocracia madrileña. Entre estos se pueden encontrar ejemplos de la talla de los palacios del Duque de Sesto o de López-Dóriga. Dentro de esta tipología se sitúan (aunque de forma más contenida) los edificios construidos para Narciso Salabert, quien después sería promotor del vizcaíno castillo de Butrón, uno de los hitos arquitectónicos de Cubas.

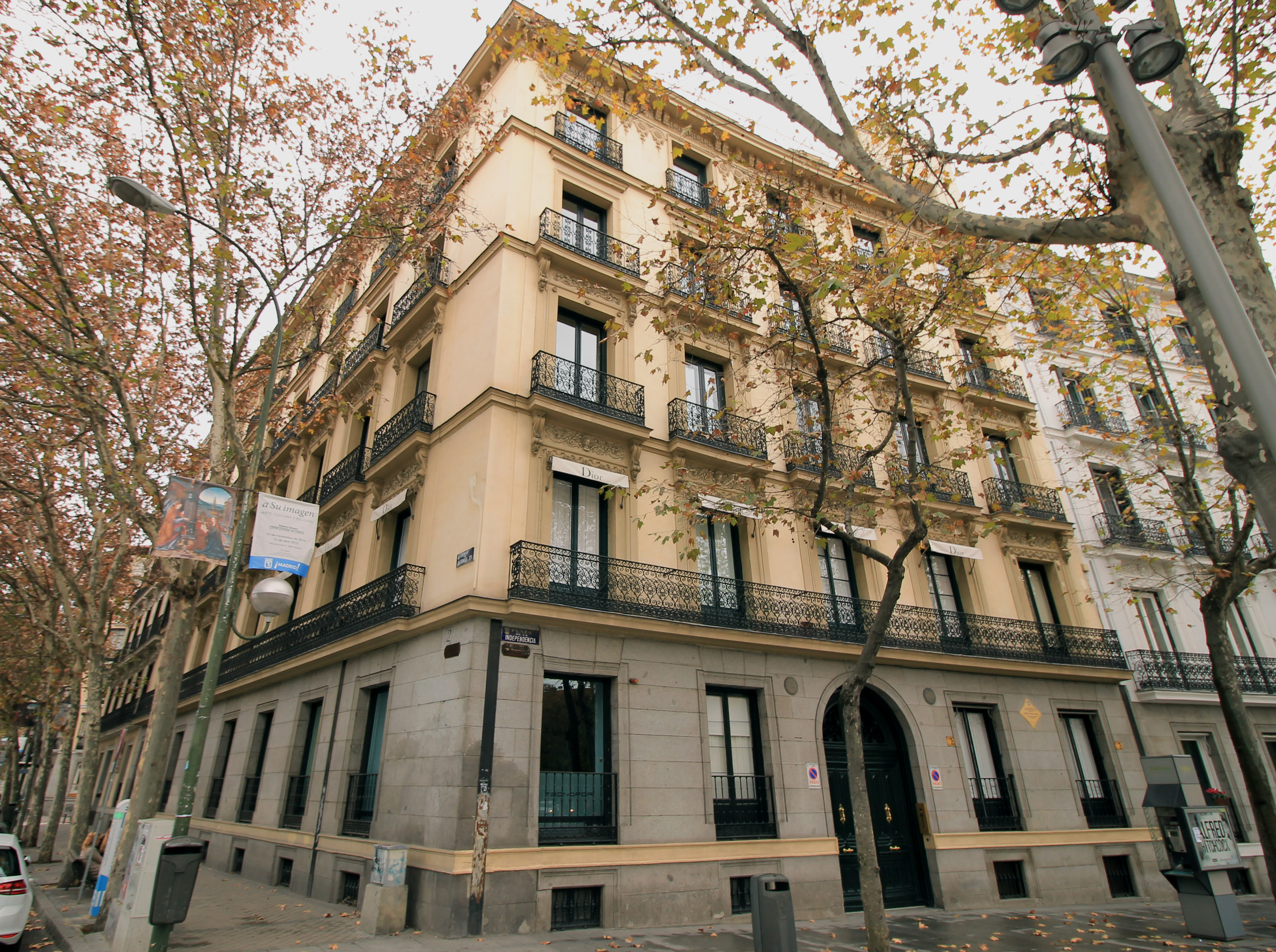
N.º 8 de la Plaza de la Independencia, donde el 30 de diciembre de 1895 nació el escritor José Bergamín.

Las casas Salabert son tres bloques de edificios residenciales que responden a un mismo diseño y concepción volumétrica, ejecutados de forma prácticamente simultánea: los que abren a la plaza de la Independencia fueron concluidos en 1879 (en el n.º 8 nació en 1895 el escritor José Bergamín), mientras que el número 4 de Alfonso XII finalizó su construcción dos años después, en 1881 (en este edificio nacería, el 9 de mayo de 1883, el filósofo José Ortega y Gasset). Los bloques residenciales aparecen en Madrid hacia 1845 y pronto se convirtieron en práctica habitual, destinándose por lo general a viviendas de alquiler. Si bien han sido ejecutadas algunas intervenciones de mejora y adaptación, así como nuevas distribuciones interiores, en líneas generales, las casas Salabert mantienen gran parte de su estructura, acabados y elementos originales.

## Descripción
Las casas Salabert son un conjunto integrado por tres edificios de viviendas diseñados por el arquitecto Francisco de Cubas y González-Montes, situados en la plaza de la Independencia y calle de Alfonso XII, en Madrid. Con un único promotor, Narciso Salabert, comparten parámetros volumétricos y estéticos, si bien presentan mínimas diferencias derivadas de su concepción individual.
Estilísticamente están enmarcados en un eclecticismo de influencia clasicista, incluidos en la prodigada tendencia historicista aplicada a la arquitectura residencial de la segunda mitad del siglo XIX y de la que Cubas fue partícipe. Su localización condicionó al arquitecto a ejecutar un diseño sobrio y contenido acorde con su entorno, llegando a reducir en un nivel la altura definitiva de los edificios.

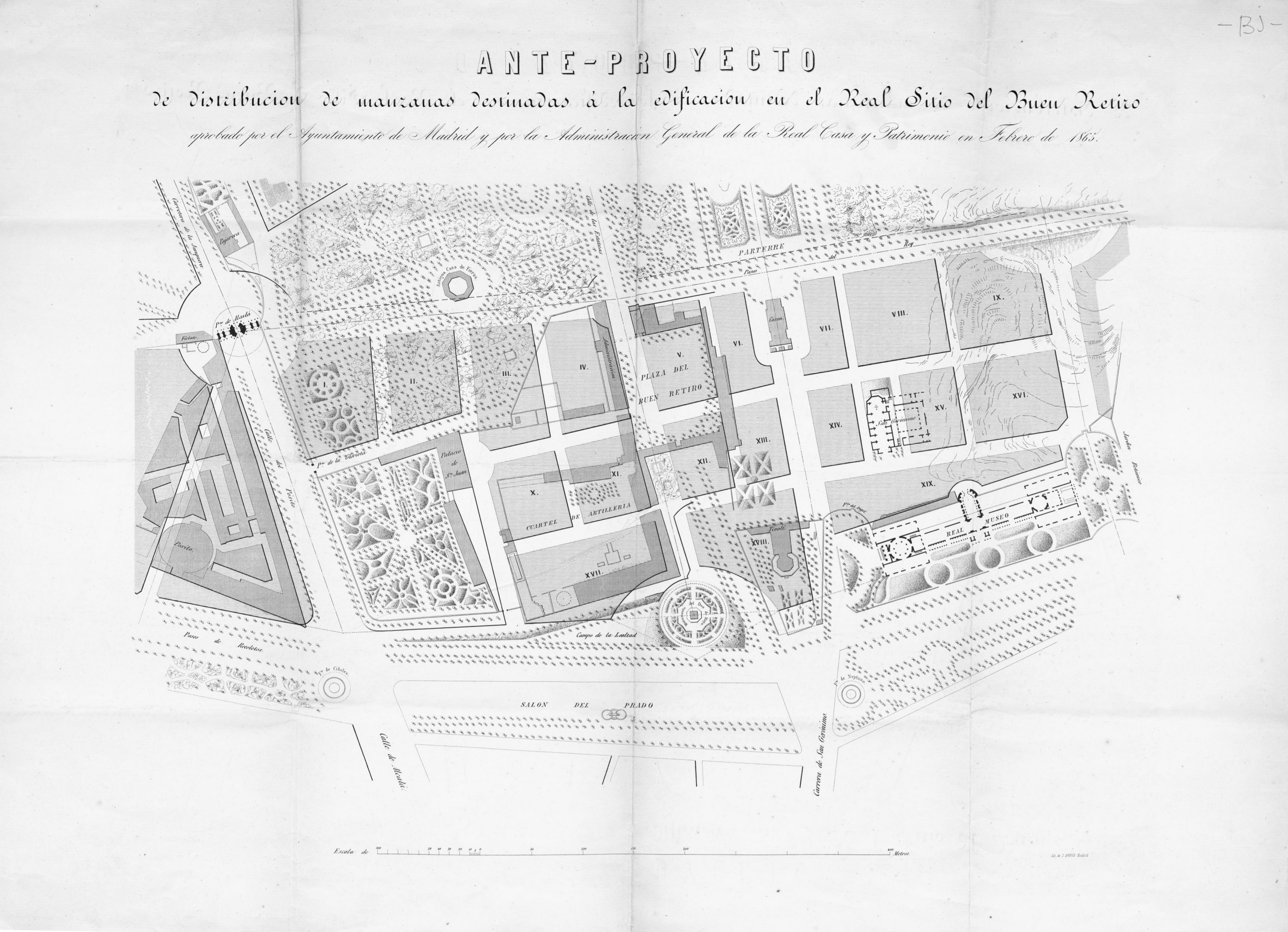
Anteproyecto de distribución de manzanas destinadas a la edificación en el Real Sitio del Buen Retiro (1865).

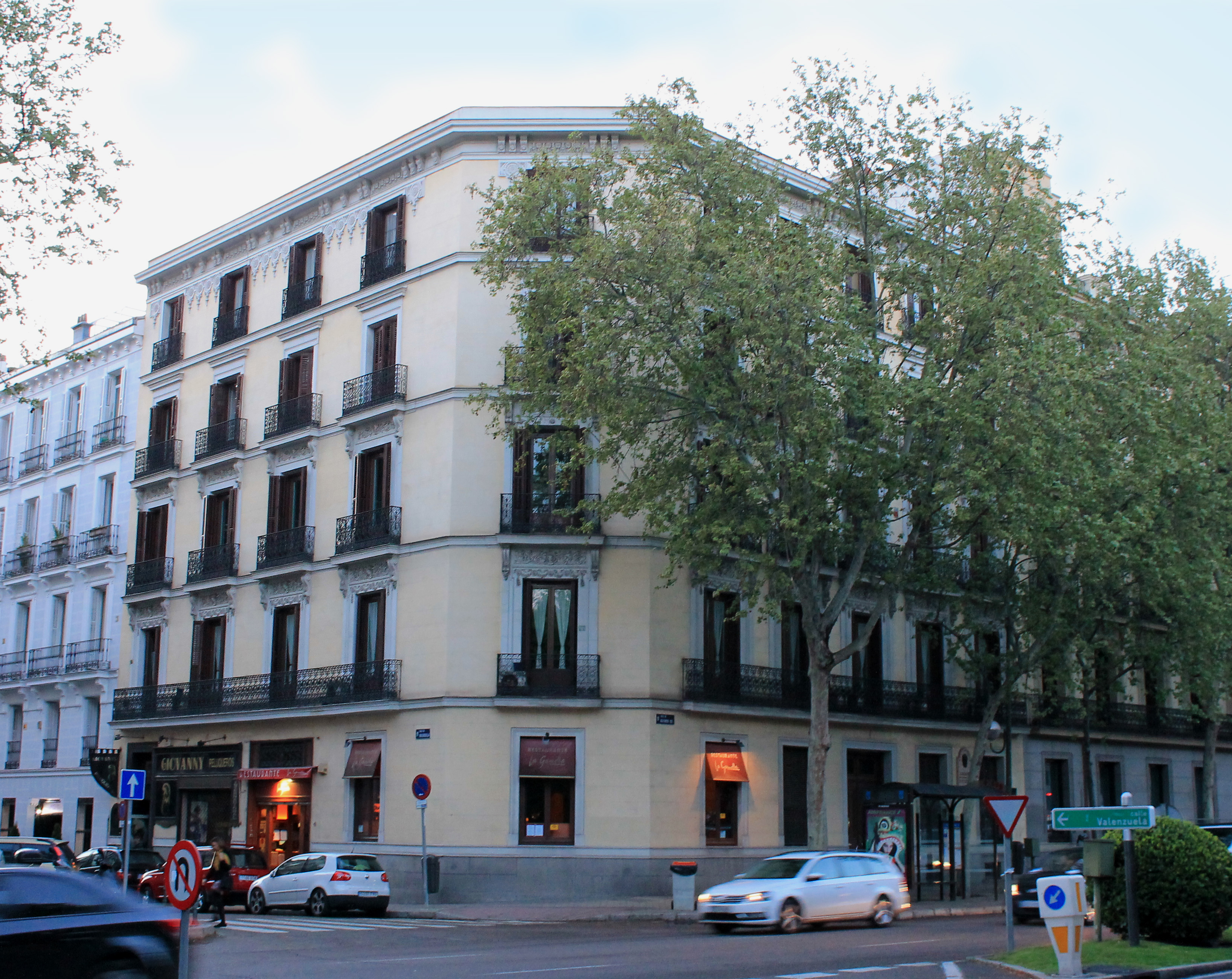
Vista desde el ángulo sureste.

Los inmuebles con fachada a la plaza de la Independencia (los números 8 y 9) desarrollan un esquema de idéntica composición, con mínimas variaciones en función de la irregularidad de las parcelas en las que se sitúan. Encierran gran interés urbanístico en cuanto que definen con su fachada curva la plaza precedente, uno de los requisitos exigidos por las ordenanzas municipales para urbanizar el entorno de la Puerta de Alcalá.
El inmueble de la plaza de la Independencia número 9 se encuentra en una parcela de 550 metros cuadrados. Fue finalizado el 1 de octubre de 1879. El solar presenta forma irregular, configurado por un rectángulo que se quiebra en sus lados mayores y genera un ángulo obtuso. Cuenta con planta semisótano, planta baja y cinco alturas, la última de ellas retranqueada; al exterior destaca el aparejo de sillería en semisótano y planta baja, mientras que las alturas superiores están enfoscadas. El acceso del inmueble se sitúa en posición centrada en la fachada, constituido por un gran arco de medio punto moldurado y dovelas dobladas que conectan con las hiladas de sillería que conforman la planta baja. A ambos lados se abren dos vanos adintelados con pretil de fundición decorado por grecas, que marcan, junto con el acceso principal, los ejes del ventanaje en fachada. El semisótano aparece marcado en fachada por una imposta moldurada. Los cinco niveles superiores presentan, a excepción del ático retranqueado, regularidad en sus elementos compositivos: los vanos adintelados, recercados y de idénticas dimensiones, se distribuyen sobre los cinco ejes descritos, precedidos por balcones de obra con frente moldurado y balaustrada de fundición decorada con formas curvas y motivos vegetales, cuyos ornamentos varían en altura; en la primera planta se dispone un balcón corrido, mientras que las superiores presentan balcones individuales unidos por una línea de imposta. Los guardapolvos albergan profusa decoración, limitada por las ménsulas que sostienen los vuelos de los balcones superiores: un mascarón central y motivos vegetales se localizan en las plantas primera y segunda, mientras que en la tercera el guardapolvo se simplifica mediante un sencillo perfil moldurado. El cuarto nivel prescinde de guardapolvo y es sustituido por el remate de la cornisa, constituida por modillones entre los que se dispone ornamentación floral. En este último nivel destaca la presencia de grupos de tres rosetones florales cada dos vanos que se desarrollan a modo de pinjantes, unidos por decoración vegetal. Sobre la cornisa se localiza una balaustrada de fábrica que limita la terraza del ático. Interiormente, el inmueble se desarrolla alrededor de tres patios, uno situado en posición central y otros dos formando medianera, así como dos huecos de escaleras, la principal y la de servicio. La distribución original de los diferentes niveles se desconoce, probablemente muy reformada y adaptada a los nuevos usos. El portal de acceso, concebido como paso de carruajes, desemboca en el patio central. Presenta un cuidadoso acabado, con suelo de granito y decoración con grecas y pilastras estriadas de capitel corintio. Mantiene la carpintería original, acristalada, y la puerta de acceso, constituida por dos hojas de madera con casetones, acabados en latón y rejería acristalada completando el arco de medio punto. Destacan sendos guardacantones de fundición que protegen las jambas del arco principal de acceso. El inmueble conserva las escaleras originales: la principal, en cuyo hueco se sitúa el ascensor, está ejecutada en madera con balaustrada de fundición que se une a las zancas mediante rosetón. Las paredes son paneladas, de madera y pintadas en blanco, al igual que el techo que la cubre, que presenta cuarterones; la escalera de servicio mantiene un acabado similar, si bien es de menores dimensiones y de factura más sencilla, sin ascensor. En algunos niveles conserva la carpintería original, de dos hojas pintadas en blanco con fraileras con lamas de madera. Asimismo, se han mantenido algunas puertas principales, ornamentadas con celosía de latón en la mirilla y tiradores a modo de asa, así como algunos timbres con chapa decorada. Las cubiertas son inclinadas, de teja cerámica; sobresale el casetón de la maquinaria del ascensor, añadido con posterioridad, así como el lucernario de cristal de la escalera de servicio.

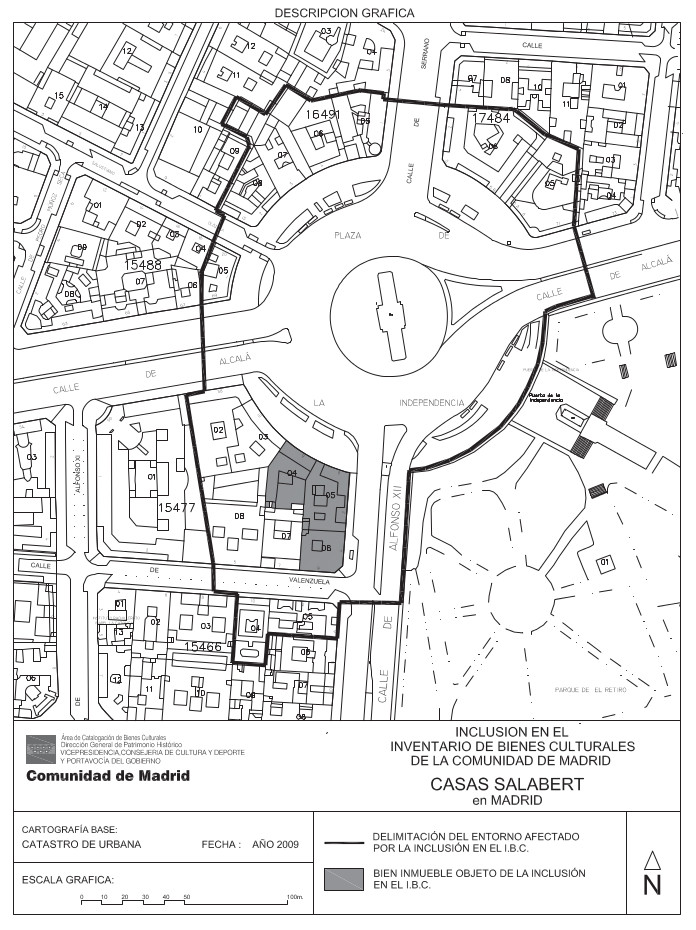
Localización de las casas Salabert, en la esquina entre la calle Alfonso XII y la plaza de la Independencia.

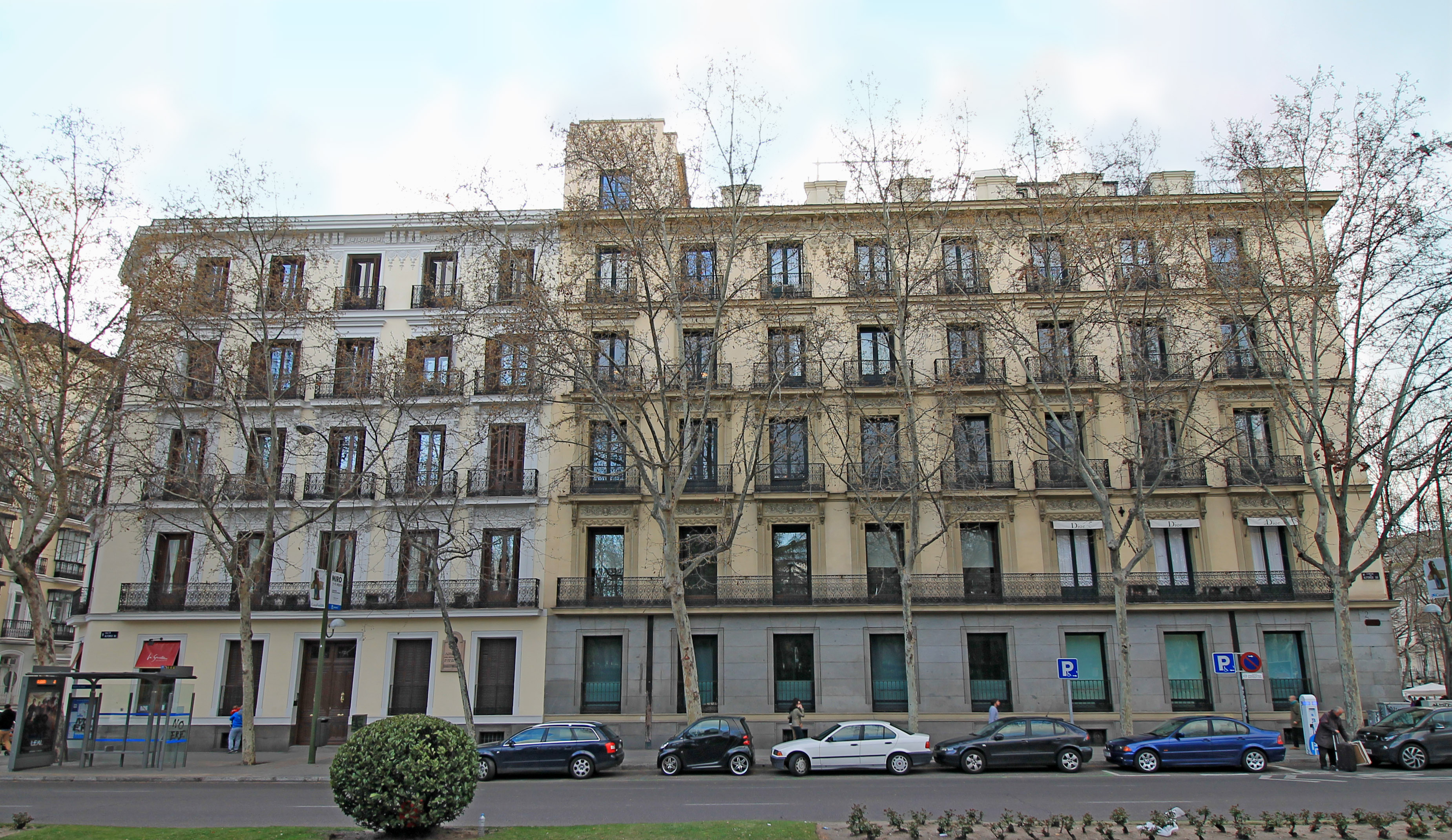
Fachada este del conjunto (calle de Alfonso XII).

El inmueble ubicado en el número 8 de la plaza de la Independencia se encuentra en una parcela de 637 metros cuadrados. Con proyecto de 1878, fue finalizado el 1 de octubre de 1879. Interiormente se trata del más reformado de los tres edificios. Ocupa un solar casi rectangular, con ángulo obtuso en la medianera con el número 9. Presenta dos fachadas, hacia la plaza de la Independencia y calle de Alfonso XII, de mayor longitud la última. Su esquema compositivo, ornamentación y acabados siguen las características descritas para el número 9 de dicha plaza, con cinco ejes de vanos hacia la plaza y nueve hacia Alfonso XII. Únicamente destaca la presencia de dos torreones en las fachadas medianeras del inmueble, elementos añadidos en 1913 según proyecto de Alfredo de Echegaray y Romea con la finalidad de "aumentar notablemente el valor artístico del edificio". Interiormente se distribuye alrededor de tres patios, dos en posición centrada y el tercero actuando de medianera con los edificios colindantes. El portal, que originalmente constituiría un acceso para carruajes, ha sido reformado en época reciente, si bien mantiene parte de sus elementos decorativos originales como pilastras y cenefas decorativas. La carpintería original, en tono oscuro, se mantiene en algunos sectores del inmueble.
El tercer y último inmueble es el señalado con el número 4 de la calle de Alfonso XII, con vuelta hacia la calle Valenzuela. Ocupa una parcela de 407 metros cuadrados y forma trapezoidal, achaflanado en la confluencia de dichas vías. Fue el último de los edificios construidos para Salabert, finalizado el 30 de junio de 1881 con proyecto fechado dos años antes. Es el más modesto en origen, con un proyecto ligeramente simplificado respecto a los anteriores. Cuenta con semisótano y cinco alturas, careciendo de ático retranqueado. Presenta un acabado enfoscado con decoración que imita el despiece de sillería en todos los niveles a excepción del semisótano, cuyo aparejo es de piedra y está marcado exteriormente por una línea de imposta. Los vanos y la portada de acceso presentan idéntico recercado; son adintelados en su totalidad y están distribuidos en cinco ejes hacia la calle de Alfonso XII y cuatro a la calle de Valenzuela, añadiendo el ubicado en el chaflán. El portal, con vano adintelado de acceso, difiere de los anteriores al no haber sido concebido como entrada de carruajes, si bien mantiene un programa decorativo similar. Exteriormente presenta un programa ornamental idéntico a los inmuebles anteriores,
manteniendo el ritmo decorativo en rejería de fundición y guardapolvos, si bien no cuenta con la balaustrada superior de remate al carecer de ático. La distribución del inmueble gira en torno a dos patios, uno centrado al que se adosa su única escalera y un segundo patinillo de reducidas dimensiones en la esquina opuesta al chaflán. Los acabados interiores se mantienen en la línea de los anteriores inmuebles, destacando la presencia de dos pequeños bancos de esquina ubicados en los descansillos de la escalera, realizados en madera, de sencilla factura y una sola plaza.